# Девецикиотис, Майкл
Майкл «Майк» Девецикио́тис (англ. Michael «Mike» Devetsikiotis; род. Фессалоники, Греция) — греко-американский учёный в области электротехники и инженер, профессор и заведующий кафедрой электротехники и компьютерной инженерии Школы инженерии Университета Нью-Мексико. Адъюнкт-профессор департамента электротехники и компьютерной инженерии Университета штата Северная Каролина. Член Американского общества по инженерному образованию (2003) и Института инженеров электротехники и электроники (2012).
h-индекс = 27, процитирован > 4 520 раз.

## Биография

### Образование
Университет имени Аристотеля в Фессалониках (диплом электротехника, 1988), Университет штата Северная Каролина (магистр электротехники, 1990; доктор философии в области электротехники, 1993), Карлтонский университет (постдокторантура в лаборатории Broadband Networks, 1993—1995).

### Карьера
1995—2000: адъюнкт-профессор-исследователь (1995—1996), ассистент-профессор (1996—1998), ассоциированный профессор (1998—2000) департамента системной и компьютерной инженерии Карлтонского университета.
2000—2016: ассоциированный профессор (2000—2006), профессор (2006—2016) департамента электротехники и компьютерной инженерии Университета штата Северная Каролина.
С июля 2016 года — профессор и заведующий кафедрой электротехники и компьютерной инженерии Школы инженерии Университета Нью-Мексико.
Автор многочисленных научных статей.
Помощник редактора научного журнала «IEEE Communications Letters» (2002—2006), приглашённый редактор журанала «ACM Transactions on Modeling and Computer Simulation» (2000), член редакционных коллегий журналов «International Journal of Simulation and Process Modeling» (2004—н. в.), «IEEE Communications Surveys and Tutorials» (2006—н. в.) и «Journal of Internet Engineering» (2006—н. в.).

## Сфера научных интересов
Умные системы и сети электроснабжения, интернет вещей, киберфизические системы, коммуникационные сети, сложные социотехнические системы, моделирование редких событий и высокоскоростных сетей, оценка производительности, анализ сложных систем, умные здания, электротранспорт, кибербезопасность.